# Ruelle
Margaret "Maggie" Eckford (Hattiesburg, Mississippi, 21 november 1985), beter bekend bij haar artiestennaam Ruelle, is een Amerikaanse singer-songwriter binnen de electropop. Haar muziek wordt vaak gebruikt bij televisieseries. Zo is ze de zangeres van de openingsmuziek van Dynasties ("Game of Survival"), Shadowhunters ("This Is the Hunt") en The Shannara Chronicles ("Until We Go Down").

## Discografie

### Als Maggie Eckford

#### Albums
For What It's Worth
1. "Couldn't I See"
2. "Over and Over"
3. "Asleep"
4. "Don't Ask Me"
5. "My Own Way Down"
6. "For What It's Worth"
7. "Unexpected"
8. "You'll Still Be Mine"
9. "Raindrops"

Show and Tell
1. "Come and Go"
2. "The Pirate and the Mermaid"
3. "Show and Tell"
4. "What If"
5. "Leave"
6. "Too Far Gone"
7. "Two Worlds"
8. "What Are We Waiting For"
9. "Something for Me"
10. "Lullaby"

#### Singles
- "Golden"
- "Christmas Like We Do"
- "Tell Me How to Feel"
- "Let the Light Back In" (2015)
- "Everything Is Lost" (2015)

### Als Ruelle

#### Albums
Ode to Shadows
1. "Monsters"
2. "War of Hearts"
3. "Invincible"
4. "The Other Side"
5. "Bad Dream"
6. "Where We Come Alive"
7. "Carry You" (feat. Fleurie)
8. "Where Do We Go from Here"
9. "Recover"
10. "Storm"
11. "I Get to Love You"
12. "Hold Your Breath"

#### Extended plays
Up In Flames (2015)
1. "Up in Flames"
2. "Fear on Fire"
3. "Big Guns"
4. "Oh My My"
5. "War of Hearts"
6. "Until We Go Down"

Madness (2016)
1. "Madness"
2. "Bad Dream"
3. "Where Do We Go from Here"
4. "Live Like Legends"
5. "Daydream"
6. "Game of Survival"
7. "Closing In"

Rival (2017)
1. "Dead of Night"
2. "Secrets and Lies"
3. "Recover"
4. "Find You"
5. "Rival"
6. "The Other Side"

Emerge (2018)
1. "Emerge Part I"
2. "Emerge Part II"
3. "Genesis"
4. "Come Fly With Me"
5. "Empires"
6. "Hold Your Breath"
7. "Waves of Gray"

Earth Glow (2019)
1. "Can't Stand Still"
2. "Earth Glow"
3. "What Dreams Are Made Of"
4. "Like You Mean It"
5. "Take It Out On You"

Exodus (2020)
1. "What Are We Waiting For"
2. "Exodus"
3. "Skin and Bones"
4. "Ten Years"
5. "Fear of Letting Go"

#### Singles
- "Take It All" (2015)
- "Deep End" (2015)
- "Monsters" (2015)
- "I Get to Love You" (2016)
- "Storm" (2016)
- "Until We Go Down" (Listenbee Remix)
- "Gotta Love It" (2016)
- "Monsters" (Acoustic Version)
- "War of Hearts" (Acoustic Version)
- "Carry You" (feat. Fleurie)
- "Where We Come Alive"
- "The World We Made"

#### Soundtracks
- "This Is the Hunt"
- "War of Hearts"
- "I Get to Love You"
- "Secrets and Lies"
- "Live Like I've Never Lived Before"
- "The Downfall"
- "Slip Away"
- "Fire Meets Fate"
- "Trigger"

#### Gefeatured
- Super Duper – "Finale" (feat. Ruelle)
- Zayde Wølf – "Walk Through the Fire" (feat. Ruelle)
- Tommee Profitt – "Whose Side Are You On" (feat. Ruelle)
- Ki:Theory – "Bringing Me Down" (Remixes)
  1. "Bringing Me Down" (feat. Ruelle)
  2. "Bringing Me Down" (Instrumental)
  3. "Bringing Me Down" (Liam Back Remix) [feat. Ruelle]
  4. "Bringing Me Down" (Bedtimes Remix) [feat. Ruelle]
  5. "Bringing Me Down" (Nerve Leak Remix) [feat. Ruelle]
  6. "Bringing Me Down" (Noisecream Remix) [feat. Ruelle]
  7. "Bringing Me Down" (Hykuu Remix) [feat. Ruelle]
- NF – "10 Feet Down" (feat. Ruelle)
- UNSECRET – "Wake Up World" (feat. Ruelle)
- UNSECRET – "Revolution" (feat. Ruelle)
- Happy Walters – "Wonder" (feat. Ruelle)
- Tommee Profitt – "Follow Me" (feat. Ruelle)
- Silverberg – "Giants" (feat. Ruelle)
- Sam Tinnesz – "Play With Fire" (Alternate Version) [feat. Ruelle & Violents]
- Hidden Citizens – "Take Over" (feat. Ruelle)
- UNSECRET – "Hang On a Little Longer" (feat. Ruelle)
- Dave – "Lesley" (feat. Ruelle)
- Future Utopia – "Mountain Girl" (feat. Ruelle)
- Silverberg – "Gettin' Wild" (feat. Ruelle)
- UNSECRET – "Final Hour" (feat. Ruelle)
- Silverberg – "Deck the Halls" (feat. Ruelle)